# Bathyconchoecia crosnieri
Bathyconchoecia crosnieri är en kräftdjursart som beskrevs av Poulsen 1969. Bathyconchoecia crosnieri ingår i släktet Bathyconchoecia och familjen Halocyprididae. Inga underarter finns listade.